# Johan Ryström
Johan Ryström (Koping, 13 januari 1964) is een Zweeds voormalig golfprofessional. Hij speelde van 1988 tot 2003 op de Europese PGA Tour.
Johan begon met golf toen hij zes jaar was en had een handicap van 0 op 15-jarige leeftijd. Als amateur won hij enkele nationale toernooien. 

## Professional
Johan Ryström werd in 1986 professional en begon op de Challenge Tour en de Telia Tour. Na enkele overwinningen op de Telia Tour behaalde Ryström in 1991 zijn eerste overwinning op de Challenge Tour dankzij winst op de Länsförsäkringar Open. Hij promoveerde twee keer naar de Europese Tour waar hij drie keer een tweede plaats behaalde in 1992 en 1993. Daarna speelde hij weer op de Challenge Tour. Na een elleboogblessure in 2002 beëindigde Ryström in 2003 zijn professionele golfcarrière.

### Overwinningen
| Jaar | Toernooi               | Tour                                |
| ---- | ---------------------- | ----------------------------------- |
| 1987 | Martini Cup            | Telia Tour                          |
| 1987 | Teleannons Grand Prix  | Telia Tour                          |
| 1987 | Karlstad Open          | Telia Tour                          |
| 1988 | Västerås Kentab Open   | Telia Tour                          |
| 1988 | Europcar Cup           | -                                   |
| 1991 | Länsförsäkringar Open  | Challenge Tour en Zweedse Golf Tour |
| 1997 | Motoman Robotics Open  | Telia Tour                          |
| 1998 | NCC Open               | Challenge Tour en Zweedse Golf Tour |
| 2000 | Costa Blanca Challenge | Challenge Tour                      |

### Teamdeelnames
- World Cup: 1988
- Europcar Cup: 1987, 1988

### Resultaten op deMajors
| Major                 | 1986 | 1987 | 1988 | 1989 | 1990 | 1991 | 1992 | 1993 | 1994 | 1995 | 1996 | 1997 | 1998 | 1999 | 2000 | 2001 | 2002 | 2003 |
| --------------------- | ---- | ---- | ---- | ---- | ---- | ---- | ---- | ---- | ---- | ---- | ---- | ---- | ---- | ---- | ---- | ---- | ---- | ---- |
| The Open Championship |      | CUT  | CUT  | CUT  |      |      | CUT  |      |      |      |      |      |      | T62  |      |      |      |      |

CUT = miste de cut halverwege